# Хауптштуль
Хауптштуль (нем. Hauptstuhl) — община в Германии, в земле Рейнланд-Пфальц. 
Входит в состав района Кайзерслаутерн. Подчиняется управлению Ландштуль.  Население составляет 1193 человека (на 31 декабря 2010 года). Занимает площадь 5,00 км².